# Aleksandr Tarasow-Rodionow
Aleksandr Ignatjewicz Tarasow-Rodionow (ros. Александр Игнатьевич Тарасов-Родионов, ur. 25 września?/7 października 1885 w Astrachaniu, zm. 3 września 1938 w miejscu egzekucji Kommunarka) – rosyjski rewolucjonista, działacz partii bolszewickiej i radziecki pisarz.

## Życiorys
W 1903 podjął studia prawnicze na Uniwersytecie Kazańskim, których jednak nie ukończył i w 1907 wyjechał na rok za granicę, mieszkał w Paryżu i Brukseli. W 1908 udał się do Omska i został tam agentem sprzedaży techniki rolniczej, w 1913 wrócił do Kazania, gdzie zdał egzaminy. W 1915 został wcielony do armii, której w 1916 został oficerem, w 1917 wziął udział w rewolucji lutowej i październikowej, później walczył w wojnie domowej po stronie czerwonych. W 1921 uczestniczył w likwidacji powstania w Kronsztadzie, 1921-1924 był śledczym w Najwyższym Trybunale, w tym czasie zajął się pisarstwem i został członkiem grupy literackiej "Kuznica". Później został członkiem Rosyjskiego Stowarzyszenia Pisarzy Proletariackich i współorganizatorem grupy "Oktiabr". W 1922 opublikował powieść "Szokoład" o czekiście, a w 1924 powieść "Liniew" o walkach wojny domowej na Syberii (m.in. z Korpusem Czechosłowackim). W 1931 opublikował powieści "Gibiel Barona" (o rozgromieniu wojsk Wrangla) i "Piatyj Patron" (o stłumieniu powstania kronsztadzkiego). Należał do WKP(b).
27 kwietnia 1938, podczas wielkiej czystki został aresztowany pod zarzutem szpiegostwa, następnie skazany na śmierć przez Wojskowe Kolegium Sądu Najwyższego ZSRR i rozstrzelany. 8 września 1956 pośmiertnie go zrehabilitowano.